# Siegfried Selberherr
Siegfried Selberherr (3 d'agost 1955, Klosterneuburg) és un científic austríac en el camp de la microelectrònica i professor a l'Institut de Microelectrònica de la Universitat Tècnica de Viena. El seu principal camp de recerca és el modelatge i la simulació dels fenòmens físics de la microelectrònica.
Ha estudiat enginyeria elèctrica a la Universitat Tècnica de Viena. Encara com jove assistent, el 1986 hi va escriure un programari de simulació que va ser un èxit internacional. Des de 1988 hi ha esdevingut professor, especialitzat en el desenvolupament de programari de la tecnologia en els sistemes microelectrònics. Va graduar el 1978 en ciències aplicades i doctorar el 1981. Va ser uns anys investigador visitant als Laboratoris Bell. Entre 1996 i 2020 va ser conferenciant distingit de l'Institute of Electrical and Electronics Engineers (IEEE). Des de 2004 és membre del consell consultiu d'Interuniversitari del Departament d'Agrobiotecnologia (IFA-Tulln).
Ha desenvolupat un simulador pels transitors MOSFETS (MINIMOS), en el qual el model implementat per a la mobilitat dels portadors porta el seu nom. Ha supervisat projectes de recerca com ara el Fons de Ciència d'Àustria, Christian Doppler Associació de Recerca i el Consell Europeu de Recerca.

## Premis
- 2021: 'Fellow' de l'Associació d'Intel·ligència Artificial Àsia-Pacífic, AAIA[3]
- 2018: Premi 'Cledo Brunetti' de l'Institut d'Enginyers Elèctrics i Electrònics, IEEE
- 2013: Membre titular de l'Acadèmia Europæa[4]
- 2009: 'Advanced Grant' de l'ERC[5]
- 2006: Doctor honoris causa de la Universitat de Niš
- 2005: Gran medalla d'argent per mèrit per a la República d'Àustria (Große Silberne Ehrenzeichen für Verdienste um die Republik Österreich)[6]

## Publicacions
Per una lliste de publicacions, vegeu: «Siefried Selberherr».   IEEE.